# LGA 1200
LGA 1200 es un zócalo de CPU desarrollado por Intel para los microprocesadores de escritorio Comet Lake que fue lanzado en el segundo trimestre de 2020.
LGA 1200 está diseñado como un reemplazo para el zócalo LGA 1151 (conocido como Socket H4). LGA 1200 tiene 1200 pines para tocar un número equivalente de contactos del procesador. Utiliza un diseño modificado del LGA 1151, con 49 pines más, lo que mejora la entrega de energía y es compatible con mejoras futuras en las funciones de E/S. La posición del pin 1 sigue siendo la misma que en los procesadores de la generación anterior, pero ha cambiado la disposición del zócalo a la izquierda (anteriormente era a la derecha), haciendo que los procesadores Comet Lake sean incompatibles tanto eléctrica como mecánicamente con chips anteriores.
El Zócalo LGA 1200 fue diseñado para ser usados por la 10.ª y 11.ª generación, según Intel los procesadores de 8.ª y 9.ª generación son electricamente incompatibles con el zócalo LGA 1200, esto es comprensible pues tiene aparte de un factor de tamaño diferente tiene 49 nuevos pines que entregan energía, si se colocara uno de estos en el zócalo no funcionaria, pues aparte de esos pines adicionales cada pin está diseñado para entregar diferente voltaje para una función específica dentro del procesador, pines que no entregan la misma corriente que el zócalo LGA 1151 a los procesadores de pasada generación.

## Disipadores
Los cuatro orificios para fijar el disipador térmico a la placa base se colocan en un cuadrado con una longitud lateral de 75 mm para los zócalos de Intel LGA 1156, LGA 1155, LGA 1150, LGA 1151 y LGA 1200. Las soluciones de enfriamiento deberían ser intercambiables.

## Chipsets Comet Lake (serie 400)
|                                                                      | H410 | B460 | H470 | Q470                                                                                 | Z490                                                                                 | W480                                                                                 |
| -------------------------------------------------------------------- | --- | --- | --- | ------------------------------------------------------------------------------------ | ------------------------------------------------------------------------------------ | ------------------------------------------------------------------------------------ |
| Overclocking                                                         | Algunos modelos de ASUS, ASRock y MSI ofrecen algo similar al overclocking mediante el aumento de los márgenes térmicos. | Algunos modelos de ASUS, ASRock y MSI ofrecen algo similar al overclocking mediante el aumento de los márgenes térmicos. | Algunos modelos de ASUS, ASRock y MSI ofrecen algo similar al overclocking mediante el aumento de los márgenes térmicos. | No                                                                                   | Sí                                                                                   | No                                                                                   |
| Compatibilidad procesadores                                          | Comet Lake S (escritorio)                                                                                                | Comet Lake S (escritorio)                                                                                                | Comet Lake S (escritorio)                                                                                                | Comet Lake S (escritorio)                                                            | Comet Lake S (escritorio)                                                            | Comet Lake Xeon W (servidor)                                                         |
| Compatibilidad memorias                                              | Doble canal DDR4-2666 o DDR4-2933, hasta 128 GiB usando módulos de memoria de 32 GiB                                     | Doble canal DDR4-2666 o DDR4-2933, hasta 128 GiB usando módulos de memoria de 32 GiB                                     | Doble canal DDR4-2666 o DDR4-2933, hasta 128 GiB usando módulos de memoria de 32 GiB                                     | Doble canal DDR4-2666 o DDR4-2933, hasta 128 GiB usando módulos de memoria de 32 GiB | Doble canal DDR4-2666 o DDR4-2933, hasta 128 GiB usando módulos de memoria de 32 GiB | Doble canal DDR4-2666 o DDR4-2933, hasta 128 GiB usando módulos de memoria de 32 GiB |
| Máximo ranuras DIMM                                                  | 2 | 4 | 4 | 4                                                                                    | 4                                                                                    | 4                                                                                    |
| Máximo de puertos USB 2.0                                            | 10 | 12 | 14 | 14                                                                                   | 14                                                                                   | 14                                                                                   |
| Configuración de puertos USB 3.2                                     | Hasta 4 Gen 1x1 (5 Gb/s)                                                                                                 | Hasta 8 Gen 1x1 (5Gb/s)                                                                                                  | Hasta 4 Gen 2x1 (10 Gb/s) Hasta 8 Gen 1x1 (5 Gb/s)                                                                       | Hasta 6 Gen 2x1 (10 Gb/s) Hasta 10 Gen 1x1 (5 Gb/s)                                  | Hasta 6 Gen 2x1 (10 Gb/s) Hasta 10 Gen 1x1 (5 Gb/s)                                  | Hasta 8 Gen 2x1 (10 Gb/s) Hasta 10 Gen 1x1 (5 Gb/s)                                  |
| Máximo de puertos SATA 3.0                                           | 4 | 6 | 6 | 6                                                                                    | 6                                                                                    | 8                                                                                    |
| Configuración del procesador para PCI Express v3.0                   | 1 x 16 | 1 x 16 | 1 x 16 | 1x16 o 2x8 o 1x8+2x4                                                                 | 1x16 o 2x8 o 1x8+2x4                                                                 | 1x16 o 2x8 o 1x8+2x4                                                                 |
| Configuración PCI Express del PCH                                    | 6 | 16 | 20 | 24                                                                                   | 24                                                                                   | 24                                                                                   |
| Compatibilidad pantalla independiente (puertos/interfaces digitales) | 2 | 3 | 3 | 3                                                                                    | 3                                                                                    | 3                                                                                    |
| Inalámbrica integrada (802.11ax)                                     | No | No | Intel® Wi-Fi 6 AX201* | Intel® Wi-Fi 6 AX201*                                                                | Intel® Wi-Fi 6 AX201*                                                                | Intel® Wi-Fi 6 AX201*                                                                |
| Compatible SATA RAID 0/1/5/10                                        | No | Sí | Sí | Sí                                                                                   | Sí                                                                                   | Sí                                                                                   |
| Compatible Intel Optane Memory                                       | No | Sí | Sí | Sí                                                                                   | Sí                                                                                   | Sí                                                                                   |
| Tecnología Intel Smart Sound                                         | No | Sí | Sí | Sí                                                                                   | Sí                                                                                   | Sí                                                                                   |
| Potencia de diseño térmico (TDP) del chipset                         | 6 W | 6 W | 6 W | 6 W                                                                                  | 6 W                                                                                  | 6 W                                                                                  |
| Litografía del chipset                                               | | | |                                                                                      |                                                                                      |                                                                                      |
| Fecha de lanzamiento                                                 | Segundo trimestre de 2020                                                                                                | Segundo trimestre de 2020                                                                                                | Segundo trimestre de 2020                                                                                                | Segundo trimestre de 2020                                                            | Segundo trimestre de 2020                                                            | Segundo trimestre de 2020                                                            |

* Depende de las implementaciones del OEM